# Deniz Ateş Bitnel
Deniz Ateş Bitnel (* 3. Februar 1982 in Istanbul) ist ein ehemaliger türkischer Fußballschiedsrichter. Heute arbeitet Bitnel als Fußballkommentator in der Sendung VAR Odası für den türkischen Nachrichtensender tv100.

## Werdegang
Bitnel pfiff im Jahr 2001 sein erstes Spiel in der PAF Lig. Sein Debüt in der höchsten türkischen Fußballliga, der Süper Lig, gab er am 21. Oktober 2012. Bitnel leitete die Begegnung Akhisar Belediyespor gegen Gaziantepspor.